# لئوناردو بینکی
لئوناردو بینکی (ایتالیایی: Leonardo Binchi؛ زادهٔ ۲۷ اوت ۱۹۷۵) بازیکن واترپلو اهل ایتالیا بود. وی در بازی‌های المپیک تابستانی ۲۰۰۰، ۲۰۰۴ و ۲۰۰۸ شرکت کرده‌است.